# گاتش (گمینا سووپسک)
گاتش (به لهستانی:  Gać) یک روستا در لهستان است که در گمینا سووپسک واقع شده‌است. گاتش  ۱۴۹ نفر جمعیت دارد.